# 緋衣草
『緋衣草』（さるびあ）は、岩崎宏美の10枚目のオリジナル・アルバム。1981年7月5日発売。発売元は、ビクター音楽産業。規格品番SJX-30075

## 解説
- 草花シリーズとして銘打った曲を中心に収録。
- 前月に発売された「すみれ色の涙」は次作のカバー・アルバムの収録となり、このアルバムには代わりにB面曲の「ひまわり」が収録されている。
- 収録曲である「さ・よ・な・ら」の作詞者の上田成幸とは、歌手・舟木一夫の本名である。
- 2007年に紙ジャケットで初めてCD-DA化し復刻された際には、アルバム未収録であった22枚目のシングル「摩天楼」（1980年10月5日）とそのB面曲「絵空事」、23枚目のシングル「胸さわぎ」とそのB面曲「潮風の物語」、24枚目のシングル「恋待草」のB面曲「つぶやけば愛」（1981年3月21日）がボーナス・トラックとして収録された。

## 収録曲

### オリジナル盤
1. 月下美人草
  - 作詞: 荒木とよひさ、作曲:三木たかし、編曲:萩田光雄
2. 恋待草
  - 作詞: 伊達歩、作曲:小林亜星、編曲:松任谷正隆
3. 今夜だけは
  - 作詞: 竜真知子、作曲・編曲: 川口真
4. 自鳴琴（オルゴール）
  - 作詞: 吉田旺、作曲・編曲:萩田光雄
5. ひとつまえの夏
  - 作詞: 白鳥英美子、作曲:白鳥澄夫、編曲: 大村雅朗
6. ひまわり
  - 作詞: 竜真知子、作曲・編曲: 松任谷正隆
7. さ・よ・な・ら
  - 作詞:上田成幸 、作曲・編曲:川口真
8. 花散里(はなちるさと)
  - 作詞: 及川恒平、作曲・編曲: 萩田光雄
9. 名前のない花
  - 作詞: わたなべ礼、作曲・編曲:松任谷正隆
10. 緋衣草（サルビア）
  - 作詞: 吉田旺、作曲:あすなろ、編曲: 大村雅朗

### CD（2007年盤）
1. 月下美人草
2. 恋待草
3. 今夜だけは
4. 自鳴琴（オルゴール）
5. ひとつまえの夏
6. ひまわり
7. 花散里（はなちるさと）
8. さ・よ・な・ら
9. 名前のない花
10. 緋衣草(サルビア)
11. 摩天楼（ボーナス・トラック）
  - 作詞: 松本隆、作曲: 浜田金吾、編曲: 井上鑑
  - 22ndシングル。
12. 絵空事（ボーナス・トラック）
  - 作詞: 松本隆、作曲: 浜田金吾、編曲: 井上鑑
  - 22ndシングル「摩天楼」のB面曲。
13. 胸さわぎ（ボーナス・トラック）
  - 作詞・作曲:松尾一彦、編曲:戸塚修
  - 23rdシングル。
14. 潮風の物語（ボーナス・トラック）
  - 作詞・作曲: 松尾一彦、編曲: 戸塚修
  - 23rdシングル「胸さわぎ」のB面曲。
15. つぶやけば愛（ボーナス・トラック）
  - 作詞: 竜真知子、作曲: あすなろ、編曲: 松井忠重
  - 24thシングル「恋待草」のB面曲。